# Acropyga arnoldi
Acropyga arnoldi  (лат.) — вид мелких муравьёв рода Acropyga из подсемейства Formicinae. Афротропика (Зимбабве, Намибия, ЦАР, ЮАР).

## Описание
Усики 11-члениковые (у самцов усики состоят из 12 сегментов). Длина тела от 2,13 до 2,4 мм (самки — до 4,32 мм, самцы — до 3,2 мм). Жвалы широкие с 6—9 зубчиками. Основная окраска жёлтая (голова желтовато-коричневая). Этот вид отличается от других своими многозубчатыми мандибулами и 4- или 5-члениковыми нижнечелюстными щупиками (к нему близки виды Acropyga paleartica и Acropyga silvestrii). Известен своей трофобиотической связью с Eumyrmococcus scorpiodes (Pseudococcidae; муравьи разводят этих червецов как облигатных мирмекофилов-трофобионтов; De Lotto, 1977) и трофофоретическими самками (Prins, 1982). Крылатые половые особи появляются с марта по июль. A. arnoldi обнаружен в различных биотопах южной части Африки от пустынь до лесов. 
Вид был впервые описан в 1926 году швейцарским мирмекологом Феликсом Санчи (Felix Santschi, 1872–1940) и назван в честь африканского энтомолога Джорджа Арнольда (George Arnold, 1881-1962), первого крупного исследователя муравьёв Южной Африки, директора Национального музея Южной Родезии в Булавайо.